# 价值工程
价值工程（Value Engineering，简写VE），也称价值分析（Value Analysis，简写VA），是指以产品或作业的功能分析为核心，以提高产品或作业的价值为目的，力求以最低寿命周期成本实现产品或作业使用所要求的必要功能的一项有组织的创造性活动。有些人也称其为功能成本分析。价值工程涉及到价值、功能和寿命周期成本等三个基本要素。 

## 历史
价值工程发展历史上的第一件事情是美国通用电器（GE）公司的石棉事件，二战期间，美国市场原材料供应十分紧张，GE急需石棉板，但该产品的货源不稳定，价格昂贵，时任GE工程师的勞倫斯·戴羅斯·麥爾斯开始针对这一问题研究材料代用问题，通过对公司使用石棉板的功能进行分析，发现其用途是铺设在给产品喷漆的车间地板上，以避免涂料沾污地板引起火灾，后来，Miles在市场上找到一种防火纸，这种纸同样可以起到以上作用，并且成本低，容易买到，取得很好的经济效益，这是最早的价值工程应用案例。
通过这个改善，Miles将其推广到企业其它的地方，对产品的功能、费用与价值进行深入的系统研究，提出了功能分析、功能定义、功能评价以及如何区分必要和不必要功能并消除后者的方法，最后形成了以最小成本提供必要功能，获得较大价值的科学方法，1947年研究成果以「价值分析”发表。

## 公式
价值工程的理论基础为：
价值理论公式V=F/C 
（F function：功能重要性系数，C cost：成本系数，V value：功能价值系数）

## 方法
提高价值的五种主要途径主要为：
1. 成本不变，功能提高（F↑/C→ = V↑）
2. 功能不变，成本下降（F→/C↓= V↑）
3. 成本略有增加，功能大幅度提高（F↑↑ /C ↑ = V↑）
4. 功能略有下降，成本大幅度下降（F ↓  /C↓↓= V↑）
5. 成本降低，功能提高（F↑/C↓= V↑↑）

价值工程开展方法是指从以上五种途径入手，为实现价值提升而使用的方法、工具，如：对比对照、嫁接借鉴、革新技术、优化功能、控制成本和提高寿命。